# .wf
.wf este un domeniu de internet de nivel superior, pentru Wallis și Futuna (ccTLD).